# Elettrotreno M1

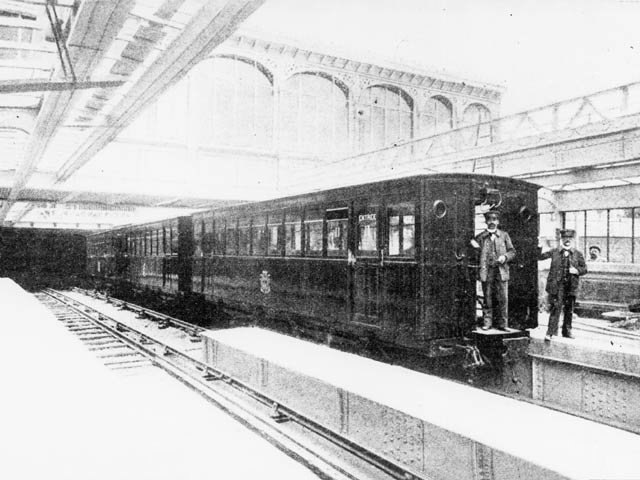
Convoglio M1.

Gli elettrotreni noti come M 1 e MM 1 furono i primi convogli impiegati sulla metropolitana di Parigi nel 1900. Presentavano telaio in ferro e cassoni in legno.

## Dati essenziali
Le carrozze erano lunghe 8 m, presentavano due assi ed equipaggiate con apparecchiature Thomson o Westinghouse, che non permettevano l'accoppiamento in unità a comando multiplo. Venivano assortite in convogli da quattro vetture, che ingombravano solo metà delle banchine delle stazioni.

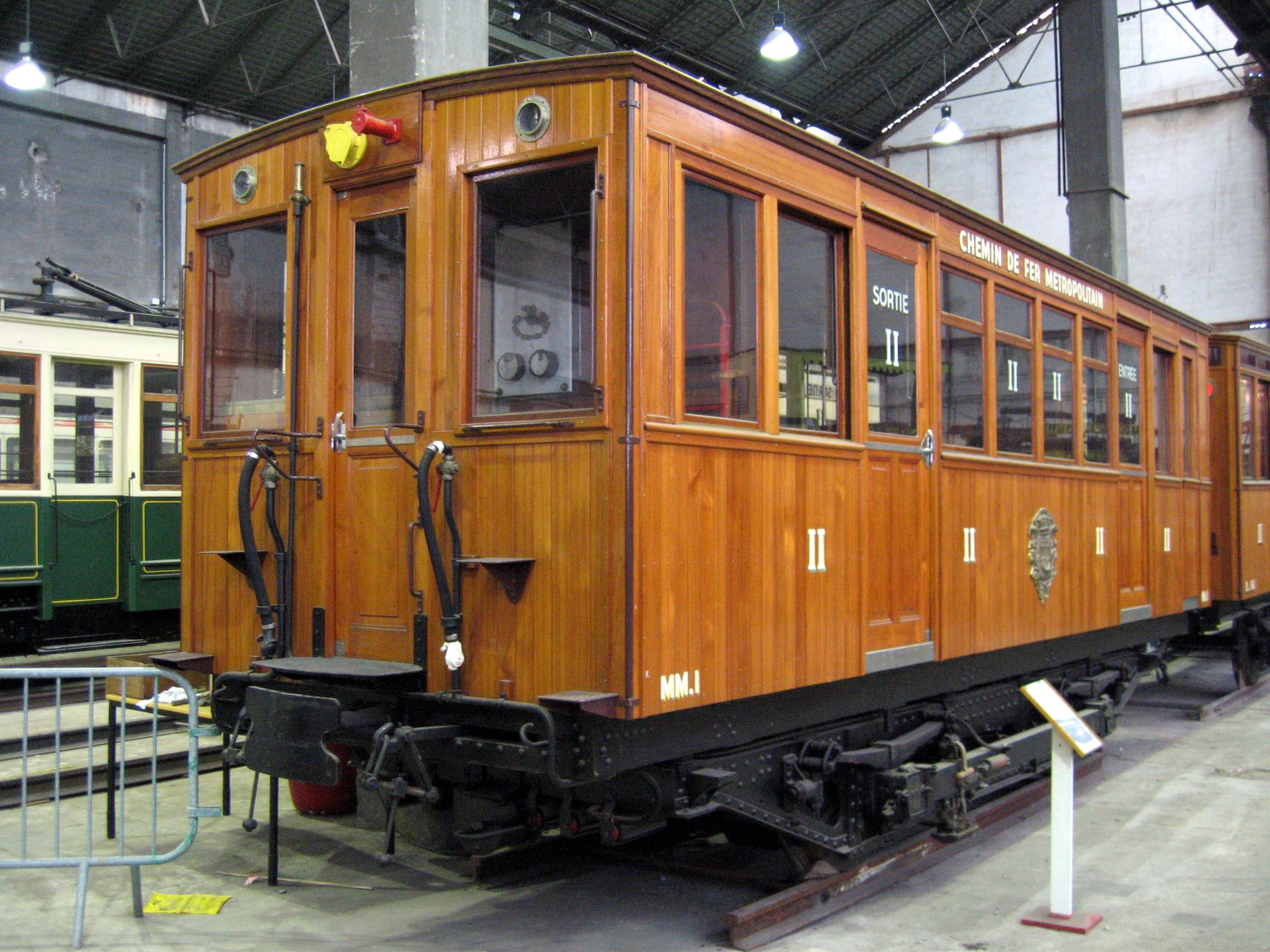
Motrice MM 1 a due posti guida al Musée des transports urbains, interurbains et ruraux.

Esistevano anche motrici bidirezionali, con doppio posto guida, destinate alla linea 2 e alla linea 6 (le quali furono messe in servizio a fine 1900).
Tra il 1901 e il 1902 le motrici delle serie 100 e 200 furono equipaggiate col sistema Thomson-double, che permetteva l'accoppiamento in unità multiple (consentendo di mettere in servizio treni da otto vetture). Tuttavia, la limitata potenza delle motrici era appena sufficiente a muovere un convoglio di tali dimensioni: di riflesso, in caso di incidente, procedere allo spostamento di un convoglio in avaria era un'operazione problematica.
Tali limitazioni furono tra le concause dell'incidente del 10 agosto 1903 alla stazione Couronnes, nel quale morirono 84 persone e 12 vetture furono danneggiate dal fuoco. Dopo l'incidente, il numero di rimorchi per treno fu ridotto, e molti vagoni furono destinati ad essere riadattati a mezzi da manutenzione. In questa veste operarono fino al 1950, quando furono demoliti.
Dato che nel 1903 erano già in fase di sperimentazione moderni treni dotati di carrelli da quattro ruote, si decise di convertire a questa tecnologia anche i vagoni M1 ancora operativi per il trasporto passeggeri. L'operazione fu terminata nel 1906.

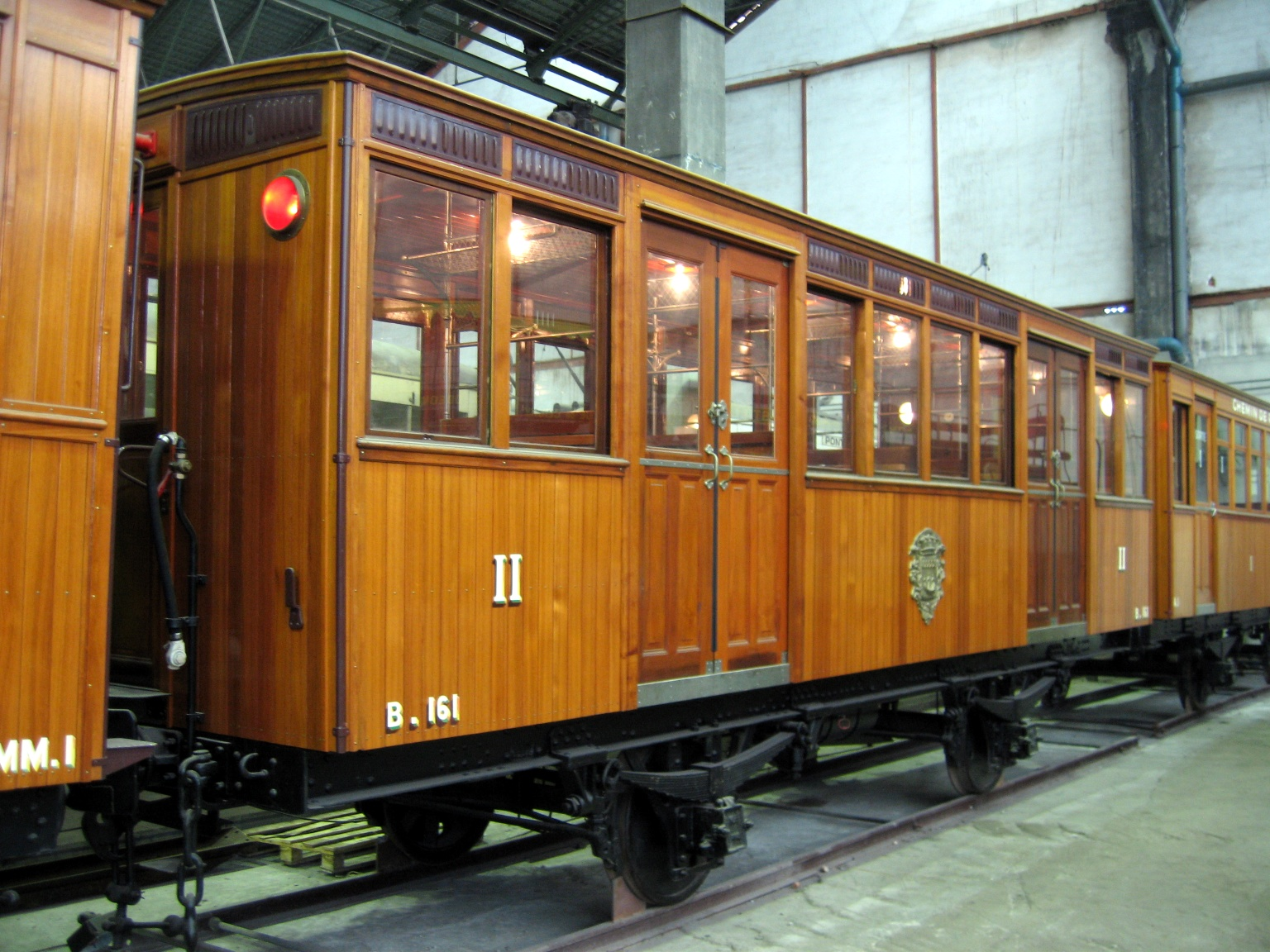
Rimorchio di tipo B161 al museo dei trasporti urbani.

## Unità preservate
La RATP ha preservato tre carrozze a due assi di tipo M1. Una di esse, restaurata fedelmente e riportata all'aspetto che presentava nel 1903, è il rimorchio B161, coinvolto nell'incendio di Couronnes. Il suo telaio è stato unito alla cassa di una motrice 300. Gli altri due vagoni preservati sono una motrice e il rimorchio di prima classe A1, restaurate dalla RATP in occasione del centenario del metrò parigino. Il convoglio non è motorizzato.